# Meconopsis autumnalis
Meconopsis autumnalis, cây anh túc thu Nepal, là một loại cây anh túc có màu vàng thuộc dãy Robustae, và là loài đặc hữu của dãy núi Ganesh thuộc miền trung Nepal, nơi nó được phát hiện vào năm 2008 trong một cuộc thám hiểm với mục đích nghiên cứu của Đại học Aberdeen. Ngoài một số đặc điểm hình thái, các loài này đặc trưng bởi thời gian ra hoa muộn của nó, trong đó có khả năng cao hơn dẫn đến một rào cản đối với dòng gen và phân kỳ tiến hóa tiếp theo từ mối quan hệ chặt chẽ và đối xứng của loài Meconopsis paniculata.
Mẫu vật của M. autumnalis đã được thu thập hai lần trước đó, bởi J.D.A Stainton trong chuyến thám hiểm năm 1962 của ông với S.A Bowes Lyon đến miền trung Nepal, và trên chuyến thám hiểm thực vật của Ganesh Himalaya do Đại học Tokyo thực hiện năm 1994. Tuy nhiên, mặc dù được công nhận là đặc tính mới của loại cây có liên quan đến các chú thích của Stainon đi kèm với loài paratype (một loài được mô tả là dễ phân biệt với M. paniculata), nhưng mãi đến năm 2008 các mẫu vật mới và kết quả quan sát thực địa mới biết được tình trạng thực sự của loài cây mới  đã được nhận ra. Nó được chính thức mô tả vào năm 2011.

## Sinh thái học
Meconopsis autumnalis phát triển trong môi trường sống núi cao thường dọc theo rìa suối, sườn núi cỏ hoặc ở rìa và khe hở của rừng Abies. Các loài cây thân thảo thường gặp bao gồm Rumex, Arisaema, Stellaria, Nepeta, Persicaria, Aster, Swertia, cũng như các cây bụi lùn như Berberis, Rhododendron và Juniperus. Các loài này sống ở độ cao từ 3300–4200 m, ở các vùng đất đá, giàu đất mùn. Tương tự như Meconopsis manasluensis và các loài Meconopsis khác của Nepal, loài này dường như thể hiện sự phân bố địa lý rất hạn chế, do đó cần phải đánh giá bảo tồn sâu hơn. Cây ra hoa vào cuối tháng 7 đến tháng 9.